# Angami-Pochuri-Naga-Sprachen
Die Angami-Pochuri-Naga-Sprachen oder Angami-Pochuri-Sprachen bilden eine Untereinheit der Kuki-Chin-Naga-Sprachen, die zu den tibetobirmanischen Sprachen gehören, einem Primärzweig des Sinotibetischen. Die etwa zehn Angami-Pochuri-Sprachen werden von 450.000 Menschen in Nordost-Indien im Bundesstaat Nagaland gesprochen. Die größten Einzelsprachen sind Angami und Sema mit jeweils etwa 100.000 Sprechern.

## Angami-Pochuri-Naga innerhalb des Sinotibetischen
- Sinotibetisch
  - Tibetobirmanisch
    - Kuki-Chin-Naga
      - Mizo-Kuki-Chin
      - Ao-Naga
      - Angami-Pochuri-Naga
      - Zeme-Naga
      - Tangkhul-Naga
      - Meithei (Manipuri)
      - Karbi (Mikir)

## Interne Klassifikation und Sprecherzahlen
- Angami-Pochuri-Naga
  - Angami-Zweig
    - Angami (110 Tsd.), Chokri (20 Tsd.)
    - Mao (Sopvoma) (80 Tsd.), Kheza (25 Tsd.)

  - Pochuri-Zweig
    - Sema (Sumi, Simi) (130 Tsd.)
    - Rengma (Mon) (35 Tsd.)
    - Pochuri (15 Tsd.)
    - Ntenyi (7 Tsd.)
    - Meluri (Anyo) †

Klassifikation und Sprecherzahlen nach dem angegebenen Weblink.